# Le Martyre de saint Sébastien (Le Pérugin)
Pour les articles homonymes, voir Le Martyre de saint Sébastien.
Le Martyre de saint Sébastien (en italien : Martirio di san Sebastiano) est une peinture religieuse, une fresque du Pérugin, datant de 1505, et conservée en l'église San Sebastiano à Panicale.

## Histoire
La fresque a été peinte dans l'église San Sebastiano de Panicale en 1505.

## Thème
Le thème représenté est selon l'Iconographie chrétienne le martyre de saint Sébastien un saint romain, qui aurait été tué lors des persécutions de Dioclétien au début du IVe siècle. Il est souvent représenté dans les arts, attaché à un poteau, le corps transpercé de flèches. Ce thème a été fréquemment traité par Le Pérugin et son entourage ainsi que par de nombreux peintres.

## Description
Le martyre de saint Sébastien est inscrit dans une cour, dotée d'un pavement perspectif à dalles carrées, entourée de portiques, avec en arrière-plan une série d'arcs monumentaux inspirés de l'Antiquité.
Saint Sébastien est représenté attaché à une colonne au centre d'un haut piédestal, ayant reçu deux flèches. Autour de lui quatre archers sont positionnés symétriquement, deux d'entre eux pointent sur lui leurs arcs, les autres les bandent.
Sur la partie supérieure de la fresque dans un tympan décoré de bas-reliefs se trouve représenté Dieu le Père bénissant parmi les anges dans un nimbe lumineux parmi des chérubins et séraphins, entouré symétriquement de deux anges, regardant la scène.
Les éléments provenant de l'architecture classique réinterprétés avec fantaisie par le maître sont nombreux.
En arrière-plan, au-delà des arcs, le paysage est typique du style du Pérugin avec une série de monts et collines pointillées d'arbrisseaux qui se dégrade dans le lointain selon les règles de la perspective aérienne, rendant l'espace ample et profond.

## Analyse
Le Pérugin a recours avec assurance à ce schéma de puissant équilibre, composé sur la symétrie. Une attention particulière est accordée aux éléments de décoration.
Saint Sébastien est représenté de façon conventionnelle, le corps mi-nu, dans une élégante pose en contrapposto, inspirée des statues antiques.
Le mouvement des archers, avec les deux anges semblant accourir sont les seuls éléments suggérant le mouvement, autrement la scène est dominée par une sensation de profonde tranquillité, le maître semblant à la recherche d'une composition idéale et parfaite.
Le dessin est clair et bien défini, les lignes liantes, la composition sereine et plaisante. Les figures possèdent une idéalisation parfaite. Elles ne sont pas issues de l'étude du naturel mais plutôt de l'esthétique des développements artistiques du XVIe siècle.

## Sources
- (it) Cet article est partiellement ou en totalité issu de l’article de Wikipédia en italien intitulé « Martirio di san Sebastiano (Perugino) » (voir la liste des auteurs).